# 岩淵紗貴
岩淵 紗貴（いわぶち さき、Saki Iwabuchi、1990年〈平成2年〉6月10日 - ）は、日本の歌手・ミュージシャン・作詞家・作曲家。MOSHIMOのボーカル・ギター担当。株式会社Noisy及び、株式会社Noisy Labの代表取締役も務める。

## 来歴

### CHEESE CAKE結成前からバンド改名まで
同じ小・中学校に通っていた同級生の一瀬貴之らと共に、2006年にMOSHIMOの前身となるバンドCHEESE CAKEを結成。
2013年2月27日に「哀しみのブランコ」をリリースし、ソニー・ミュージックエンタテインメント内のSME Recordsからメジャーデビュー。
2015年にバンドからメンバー2人が脱退し、レーベルを退所。同年4月2日新メンバー加入と、バンド名をMOSHIMOに改名し活動することを発表した。

### MOSHIMO改名後
2016年、Lastrumからシングル「猫かぶる」をリリースし、再びインディーズデビュー。
2017年4月29日公開の映画『マスタード・チョコレート』で劇中歌を担当し、本人役で出演した。
2020年、メンバーの一瀬と共に個人事務所兼レーベル「Noisy」を設立、自主レーベルからアルバム『噛む』をリリース。
2021年8月4日、フルアルバム『化かし愛』をリリースし、日本コロムビアから再びメジャーデビュー。

## 人物
バンドでは、結成初期から一瀬と共に作詞作曲を行っている。
アニメソングアーティストオーイシマサヨシと、ネット配信者加藤純一とは、かつて2人がMCを務めていた番組『ニコ生☆音楽王』で共演した縁で仲が良く、後継番組の『オーイシ×加藤のピザラジオ』では準レギュラーメンバーとして時々出演している。
「鋼の錬金術師」「うしおととら」「風の谷のナウシカ」を、好きな漫画として挙げており、何をするにも自分の軸になっているという。
2021年には、一瀬と共にブランド「easy as pie」を立ち上げた。
東京ヤクルトスワローズの大ファンで、推しは、山﨑晃大朗二軍外野守備走塁コーチ。

## 楽曲提供・参加作品
| アーティスト       | 曲名                                                 | 収録作品             | 年     | 備考                                     |
| ------------------ | ---------------------------------------------------- | -------------------- | ------ | ---------------------------------------- |
| 酒村ゆっけ、       | アルコールは魔法だね                                 | アルコールは魔法だね | 2021年 | 作詞監修・作曲（作曲は、一瀬貴之と共作） |
| 酒村ゆっけ、       | サケノミクス                                         | アルコールは魔法だね | 2021年 | 作詞監修・作曲（作曲は、一瀬貴之と共作） |
| 田所あずさ         | 死神とロマンス                                       | Waver                | 2021年 | 作詞・作曲（作曲は、一瀬貴之と共作）     |
| 田所あずさ         | 徒然恋愛サバイバー                                   | Waver                | 2021年 | 作詞・作曲（作曲は、一瀬貴之と共作）     |
| 田村ゆかり         | Pandora&Chimera                                      | あいことば。         | 2021年 | 作曲（pw.a、一瀬貴之と共作）             |
| 山崎育三郎         | 僕のヒロインになってくれませんか? feat.3時のヒロイン | 誰が為               | 2021年 | 作詞・作曲（作詞作曲は、一瀬貴之と共作） |
| SOL                | エキセントリックランデブー                           |                      | 2021年 | 作詞・作曲（作詞作曲は、一瀬貴之と共作） |
| キングサリ         | Life hack キラーチューン                             |                      | 2022年 | 作詞・作曲（作詞作曲は、一瀬貴之と共作） |
| ジャニーズWEST     | SOUL 2 SOUL                                          | 星の雨               | 2022年 | バックコーラス                           |
| パピプペポは難しい | パピプペポイズンLOVE中毒                             |                      | 2022年 | 作詞・作曲（作詞作曲は、一瀬貴之と共作） |
| LinQ               | FANTASTIC WORLD                                      |                      | 2023年 | 作詞                                     |

## 出演

### 映画
- マスタード・チョコレート（2017年4月29日公開) - 岩淵紗貴役[8]

### ラジオ
- ラジオのアナ〜ラジアナ（2022年4月4日 - 、FM NACK5） - 火曜パーソナリティ[20]

### インターネット番組
- オーイシ×加藤のピザラジオ（2019年5月1日 - 、YouTube） - 準レギュラーメンバー[21]
- 岩淵紗貴のイワラジ（2022年1月12日 - 、YouTube）[22]